# HD221394
HD221394 — хімічно пекулярна зоря спектрального класу A0, що має видиму зоряну величину в смузі V приблизно  6,4.
Вона  розташована на відстані близько 481,1 світлових років від Сонця.

## Фізичні характеристики
Зоря HD221394 обертається 
порівняно повільно 
навколо своєї осі. Проєкція її екваторіальної швидкості на промінь зору становить  Vsin(i)= 44км/сек.
Телескоп Гіппаркос зареєстрував фотометричну змінність  даної зорі з періодом    2,86 доби в межах від  Hmin= 6,45 до  Hmax= 6,39.

## Пекулярний хімічний склад
Зоряна атмосфера HD221394 має підвищений вміст 
Si
.

## Магнітне поле
Спектр даної зорі вказує на наявність магнітного поля у її зоряній атмосфері.
Напруженість повздовжної компоненти поля оціненої з аналізу
наявних ліній металів
становить 1275,8± 446,0 Гаус.